# Pooler
Pooler is een plaats (city) in de Amerikaanse staat Georgia, en valt bestuurlijk gezien onder Chatham County.

## Demografie
Bij de volkstelling in 2000 werd het aantal inwoners vastgesteld op 6239.
In 2006 is het aantal inwoners door het United States Census Bureau geschat op 11.782, een stijging van 5543 (88.8%).

## Geografie
Volgens het United States Census Bureau beslaat de plaats een oppervlakte van
74,7 km², waarvan 74,2 km² land en 0,5 km² water.

## Plaatsen in de nabije omgeving
De onderstaande figuur toont nabijgelegen plaatsen in een straal van 20 km rond Pooler.